# Шайтанка (верхний правый приток Туры)
Шайтанка — река в Свердловской области России. Устье реки находится в 861 км по правому берегу реки Тура. Длина реки составляет 30 км.

## Притоки
- Каменка (пр)
- 3,9 км: Токмыш (лв)
- 7 км: Емех (лв)
- Щучка (лв)
- Ольческа (лв)

## Данные водного реестра
По данным государственного водного реестра России относится к Иртышскому бассейновому округу, водохозяйственный участок реки — Тура от истока до впадения реки Тагил, речной подбассейн реки — Тобол. Речной бассейн реки — Иртыш.
Код объекта в государственном водном реестре — 14010501212111200004619.